# 아서 설리번

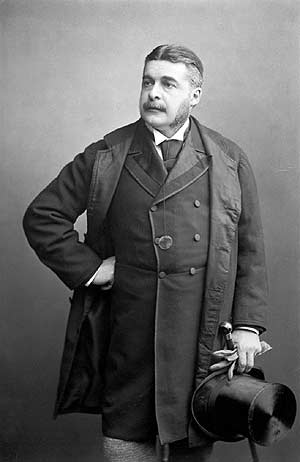
아서 설리번 (1884년)

아서 설리번 경(영어: Sir Arthur Seymour Sullivan, MVO, 1842년 5월 13일 ~ 1900년 11월 22일)은 영국의 작곡가로, W. S. 길버트와 협력하여 오페라를 만든 것으로 잘 알려져 있다.

## 서훈
- 1883년 기사작위(Knight Bachelor) 서임[1]
- 1897년 로열 빅토리아 훈장 5등급(MVO) 수훈[2]